# Carlo I di Borgogna
Carlo I di Borgogna, detto "il Temerario", in francese Charles le Téméraire o Charles le Hardi, in olandese Karel de Stoute, in tedesco Karl der Kühne (Digione, 10 novembre 1433 – Nancy, 5 gennaio 1477), battezzato Carlo Martino fu conte dello Charolais (dal 1433) e poi duca di Borgogna, conte di Borgogna (Franca Contea), Artesia e Fiandre, duca di Limburgo, Brabante e Lorena, conte di Annonia, Olanda e Zelanda, duca di Lussemburgo e marchese di Namur (dal 1467), e infine duca di Gheldria e conte di Zutfania dal 1473 fino alla sua morte.
Il soprannome di Temerario, di chiara influenza romantica, si accompagnò ad ulteriori appellativi attribuitigli dai suoi contemporanei, come Grande Leone, Guerriero, Terribile, ecc.
Uomo di eccezionale coraggio, molto istruito, intelligente, attivo e appassionato di musica e di tornei, dotato di un vero genio politico, fu tuttavia noto ai più per il suo carattere violento, impulsivo ed in genere propenso all'uso della forza.

## Origine
Carlo era il quinto figlio maschio e l'unico sopravvissuto del duca di Borgogna Filippo il buono, e di Isabella del Portogallo (1397 - 17 dicembre 1471), figlia del re del Portogallo, Giovanni I e di Filippa di Lancaster, anch'ella capetingia. Era membro, per ramo cadetto (conosciuto come terza dinastia di Borgogna), della dinastia capetingia dei Valois, allora regnante in Francia. Fu Governatore Generale dell'Ordine di S. Giorgio di Borgogna.

## Biografia

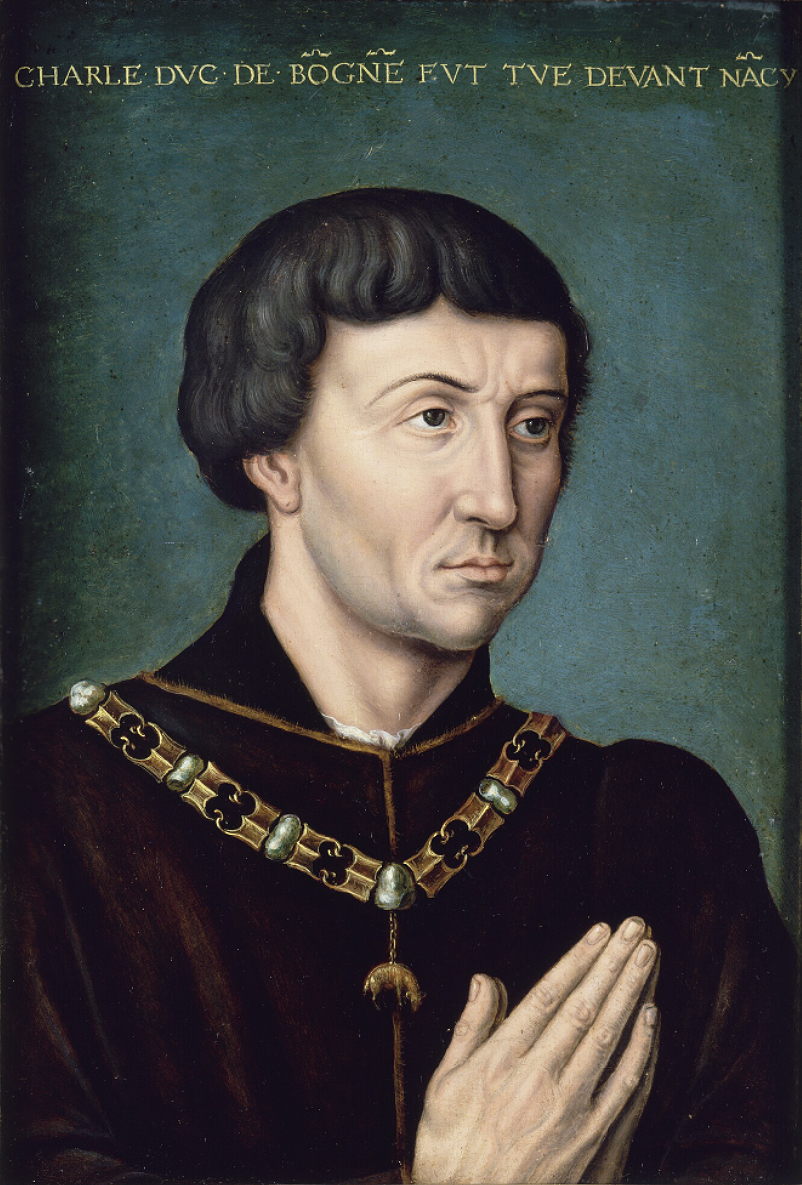
Carlo il Temerario

A Carlo, pur essendo il terzogenito, alla nascita (1433) fu conferito il titolo di conte di Charolais, per la morte, l'anno prima (1432), dei suoi due fratelli maggiori:
- Antonio (1430 †1432) conte di Charolais,
- Giuseppe (1432 †1432) conte di Charolais.

Carlo I sposò il 19 maggio 1440 a Blois, Caterina di Francia (1428-1446), figlia del re Carlo VII e di Maria d'Angiò: al momento delle nozze aveva solo sette anni, contro i dodici della consorte.
Nel 1452-1453, quando era soltanto il conte di Charolais (Saona e Loira in Borgogna), per conto del padre, represse duramente l'insurrezione fiamminga.
Il 30 ottobre 1454 sposò a Lilla Isabella di Borbone (1437-1465), figlia del duca Carlo I di Borbone. Tale matrimonio non era gradito al Temerario, che intendeva sposare Anna di York: suo padre gli rammentò i termini del trattato di Arras, che lo obbligavano a sposarsi con una principessa di sangue francese.
Con la successiva pace di Saint-Maur-des-Fossés (1465) i territori e le città sulla Somme tornarono alla Borgogna, Liegi fu pacificata e anche le contee di Guînes, Péronne, Montdidier, Roye ed altre, furono concesse a Carlo.

## La rivalità con la Francia
Carlo, alla morte del padre, Filippo III il Buono, il (15 giugno 1467), divenne duca di Borgogna. I suoi rapporti con il re di Francia Luigi XI furono pessimi; Luigi voleva vendicarsi di Carlo per la sconfitta subita. Dopo aver vinto il duca di Bretagna, Luigi si rivolse contro Carlo, e prima di arrivare a un combattimento, gli propose di incontrarlo.
L'incontro avvenne in ottobre a Péronne, ma siccome vi erano presenti molti alleati di Carlo, nemici di Luigi, questi non ottenne nulla dal Temerario e, mentre si apprestava a lasciare la sede dell'incontro, arrivò la notizia che gli abitanti di Liegi avevano riaperto le ostilità e che, istigati dagli emissari di Luigi, avevano massacrato il vescovo e il governatore posto dal duca. In tal contesto, Luigi XI, bloccato nel castello in cui era ospitato, dovette accettare il trattato di Péronne (1468), in base al quale le Fiandre avrebbero avuto una giurisdizione indipendente da Parigi, e Luigi avrebbe aiutato Carlo a punire gli abitanti di Liegi.
Carlo iI Temerario sconfisse i rivoltosi a Saint-Trond e, dopo il moto dei 600 di Franchimont, il 30 ottobre occupò Liegi, che fu distrutta e sottomessa in presenza del monarca francese, che ne aveva sostenuto gli abitanti nella prima rivolta ed in seguito anche fomentati. Rimasto vedovo di Isabella di Borbone (madre della sua unica figlia, Maria) nel 1465, il 3 luglio 1468, a Damme, Carlo passò a nuove nozze con Margherita di York (1446-1503), figlia del duca Riccardo di York e di Cecilia Neville e sorella del re d'Inghilterra, Edoardo IV e del futuro re, Riccardo III, con cui si alleò. Intanto Luigi si era alleato col detronizzato Enrico VI d'Inghilterra, che tornato sul trono, nel 1470, invase la Piccardia e la Borgogna, mentre Carlo inviò soldati e navi a Edoardo che, nel 1472, sconfisse definitivamente il cugino.
Carlo, nel (1472), cercò di estendere i propri domini in Francia, mettendo la città di Beauvais sotto assedio, ma inaspettatamente subì un rovescio che fu dovuto a Jeanne Hachette.

## Il sogno di uno stato borgognone
Dopo la violazione del trattato di Péronne, da parte di Luigi, Carlo non si riconobbe più vassallo del re di Francia, ed ebbe l'ambizione di creare un regno indipendente tra Francia e Germania, avere un esercito mercenario e conquistare la riva sinistra del Reno, in modo da congiungere le sue terre di Borgogna con le Fiandre e realizzare sotto il suo scettro un grande stato borgognone. Tutto il regno del Temerario fu contraddistinto dalle guerre contro Luigi XI, il sovrano di Francia, di cui era stato il vassallo più riottoso; egli cercò di inimicare il predetto con l'imperatore del Sacro Romano Impero Federico III e con Edoardo IV di Inghilterra. Si distinse inoltre per i tentativi espansionistici ai danni degli stati confinanti, in specie la Svizzera e la Lorena.

Purtroppo per Carlo, Luigi XI fece in modo che l'imperatore Federico III non gli riconoscesse mai il titolo di re. Al re d'Inghilterra Edoardo IV, dopo che quest'ultimo, nel 1475, era sbarcato a Calais, per invadere la Francia, Luigi versò 75.000 corone, più la promessa di altre 50.000 corone annue, nonché il fidanzamento della figlia di Edoardo, Elisabetta di York col delfino di Francia, Carlo. In questo modo ottenne la pace. Infine riuscì a convincere i cantoni svizzeri a fare la pace col loro mortale nemico, Sigismondo del Tirolo e a concentrarsi contro Carlo di Borgogna, mentre Sigismondo fu convinto da Luigi ad accettare l'indipendenza dei cantoni offrendogli una pensione annua. Infine Luigi ad uno ad uno punì tutti quei vassalli che avevano sostenuto Carlo e fece loro giurare che non si sarebbero mai più alleati con lui.

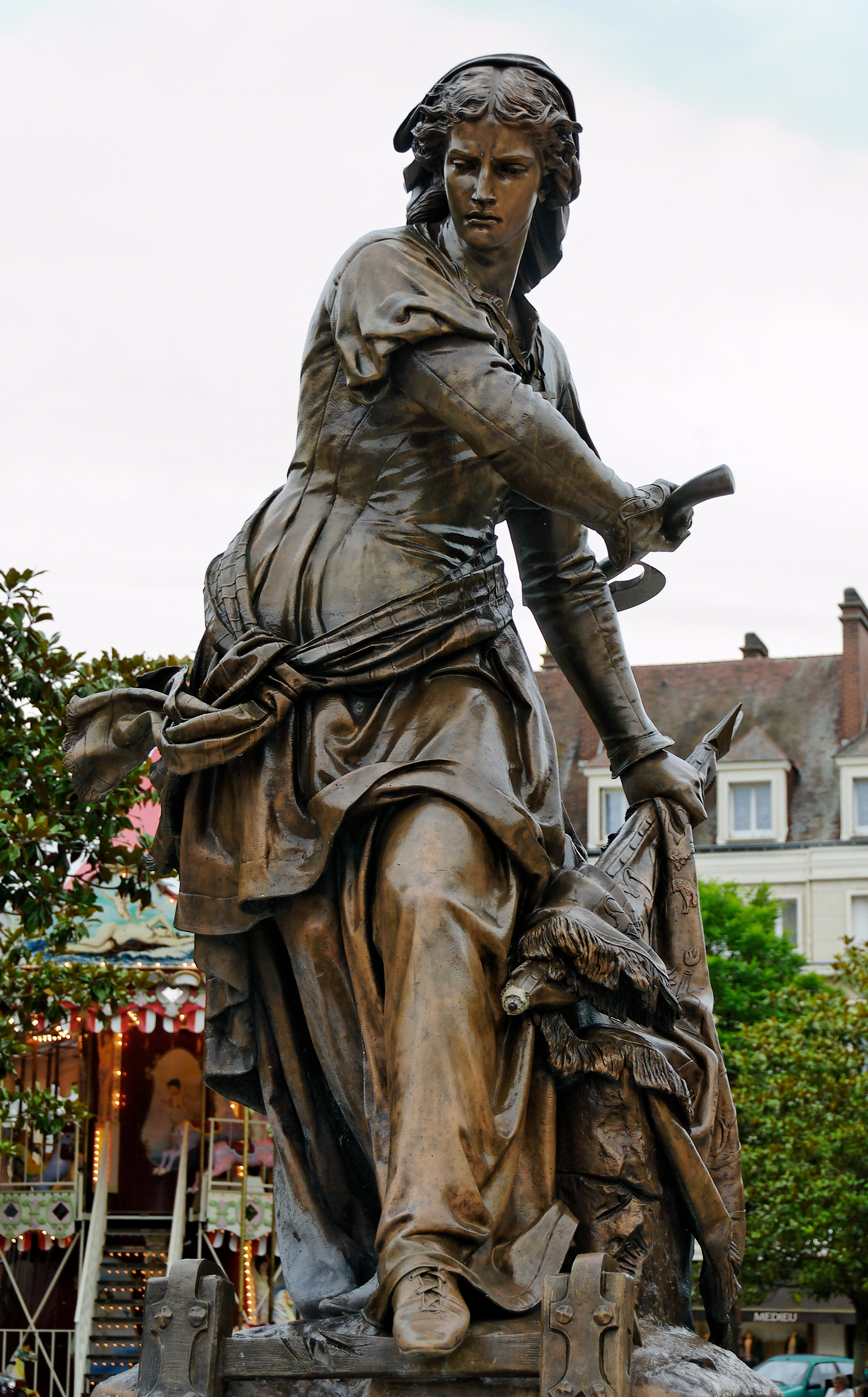
L'eroina Jeanne Hachette, sulla piazza del municipio di Beauvais. Scultura di Gabriel-Vital Dubray (XIX sec.)

## I rapporti privilegiati con l'Italia
All'inizio del regno di Luigi XI, la triplice alleanza italiana tra il Ducato di Milano, la Repubblica di Firenze e il Regno di Napoli, permise all'influenza della Francia di crescere nella penisola, poiché Milano e Firenze erano alleate di lunga data di Luigi.  Per rimediare a ciò, Carlo allargò la sfera di influenza della Borgogna in Italia fino a farla impallidire in quella francese.  La prima alleanza borgognona con un sovrano italiano fu con il re Ferdinando I di Napoli, un sovrano ammirato sia da Carlo che da Luigi. 

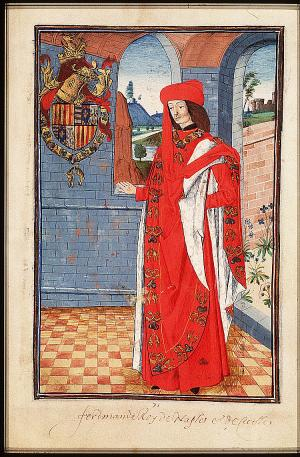
Ferrante I di Napoli, con le vesti cerimoniali dell'Ordine del Toson d'oro, 1473

Ferdinando era il bastardo legittimato di Alfonso I, e il Papa non riconobbe la sua pretesa al trono.  Nel frattempo, Renato d'Angiò, il deposto re di Napoli, l'ultimo della dinastia angioina di origine francese, cercava ostinatamente di riconquistare il suo titolo. Nel costante timore di un'invasione da parte di Renato o dei suoi eredi con l'appoggio di Luigi XI, Ferdinando si alleò con Carlo, che lo nominò membro dell'Ordine del Toson d'oro nel 1473.  Carlo accarezzò costantemente l'idea di far sposare sua figlia, Maria, al secondogenito di Ferdinando, Federico di Napoli, che visitò la corte borgognona nel 1469 e nel 1470.  Nel 1474, quando la guerra con Luigi XI era all'orizzonte, la partecipazione di Ferdinando dipendeva dal matrimonio di suo figlio con Maria. Carlo accennò alla sua volontà di dare la mano di sua figlia a Federico, e Ferdinando inviò suo figlio in Borgogna il 24 ottobre 1474.  Anche se Federico divenne tenente e stretto consigliere militare di Carlo, fallì nella sua missione finale di sposare Maria. Tuttavia l'alleanza tra il Regno di Napoli e il Ducato di Borgogna, permise la diffusione e la fioritura della cultura borgognona, della moda e dell'arte fiamminga nell'Italia meridionale che si andò a fondere con la cultura aragonese e con i lasciti della cultura angioina, dando vita nella seconda metà del quattrocento al rinascimento meridionale.
Il Ducato di Milano era il più importante alleato della Francia nella penisola italiana; Il sovrano di Milano, Galeazzo Maria Sforza, era legato al re di Francia attraverso il suo matrimonio con la nipote di Luigi, Bona di Savoia.  Carlo cercò di stringere un'alleanza con Milano. Nel 1470 offrì a Galeazzo l'adesione all'Ordine del Toson d'oro, sulla base di un'alleanza, ma fu respinto.  Una volta incluse addirittura Milano in una delle sue liste di alleati, il che provocò le proteste di Galeazzo.  Per portare Galeazzo alleato, Carlo mise in giro la voce che volesse conquistare Milano.  Le preoccupazioni per una probabile guerra e le pressioni diplomatiche di Carlo per isolare Milano dalla Francia, convinsero Galeazzo a firmare un trattato, il 30 gennaio 1475 a Moncalieri, che formava un'alleanza tra Savoia, Borgogna e Milano.  A seguito di questo trattato, furono stabilite relazioni diplomatiche tra i due ducati e Galeazzo inviò Giovanni Pietro Panigarola come suo inviato in Borgogna.
Le relazioni di Carlo con la Repubblica di Venezia si basavano sulla sua volontà di lanciare una crociata contro i turchi.  Con l'insistenza di Ferdinando di Napoli, il Senato di Venezia accettò un trattato contro il re di Francia il 20 marzo 1472.  Da allora in poi, Venezia esortò costantemente Carlo a mantenere la sua parte dell'accordo e a sostenerli nella loro guerra contro gli Ottomani.  L'inazione di Carlo portò a un graduale allontanamento da Venezia.  Ad esempio, quando volle reclutare tra le sue file il condottiero veneziano Bartolomeo Colleoni (che avrebbe portato con sé 10.000 uomini d'arme), il governo veneziano non permise a Colleoni di andarsene. Carlo trascorse due anni a negoziare con gli ambasciatori veneziani, ma alla fine non riuscì a convincerli.  Nel 1475, l'alleanza tra Venezia e la Borgogna aveva cessato di sembrare una vera e propria unione.
La penisola italiana vide un cambiamento nelle sfere di influenza dopo il Trattato di Moncalieri del 1475. Carlo il Temerario sostituì trionfalmente Luigi XI come influenza dominante nella politica italiana, con tre delle quattro principali potenze laiche della regione - Milano, Napoli e Venezia - tutte allineate con lui.  Solo Firenze rimase un alleato francese, anche se rimasero neutrali nei confronti di Carlo sulla base della loro reciproca alleanza con Venezia.  Carlo riuscì ad eliminare ogni possibile sostegno italiano alla Francia, e ora poteva contare sul sostegno dei suoi alleati italiani se fosse scoppiata una guerra con la Francia.  Tuttavia, a partire dal 1472, le relazioni con la Francia equivalsero a una tregua, e rimasero tali per il resto del regno di Carlo.

## I rapporti con il Sacro Romano Impero

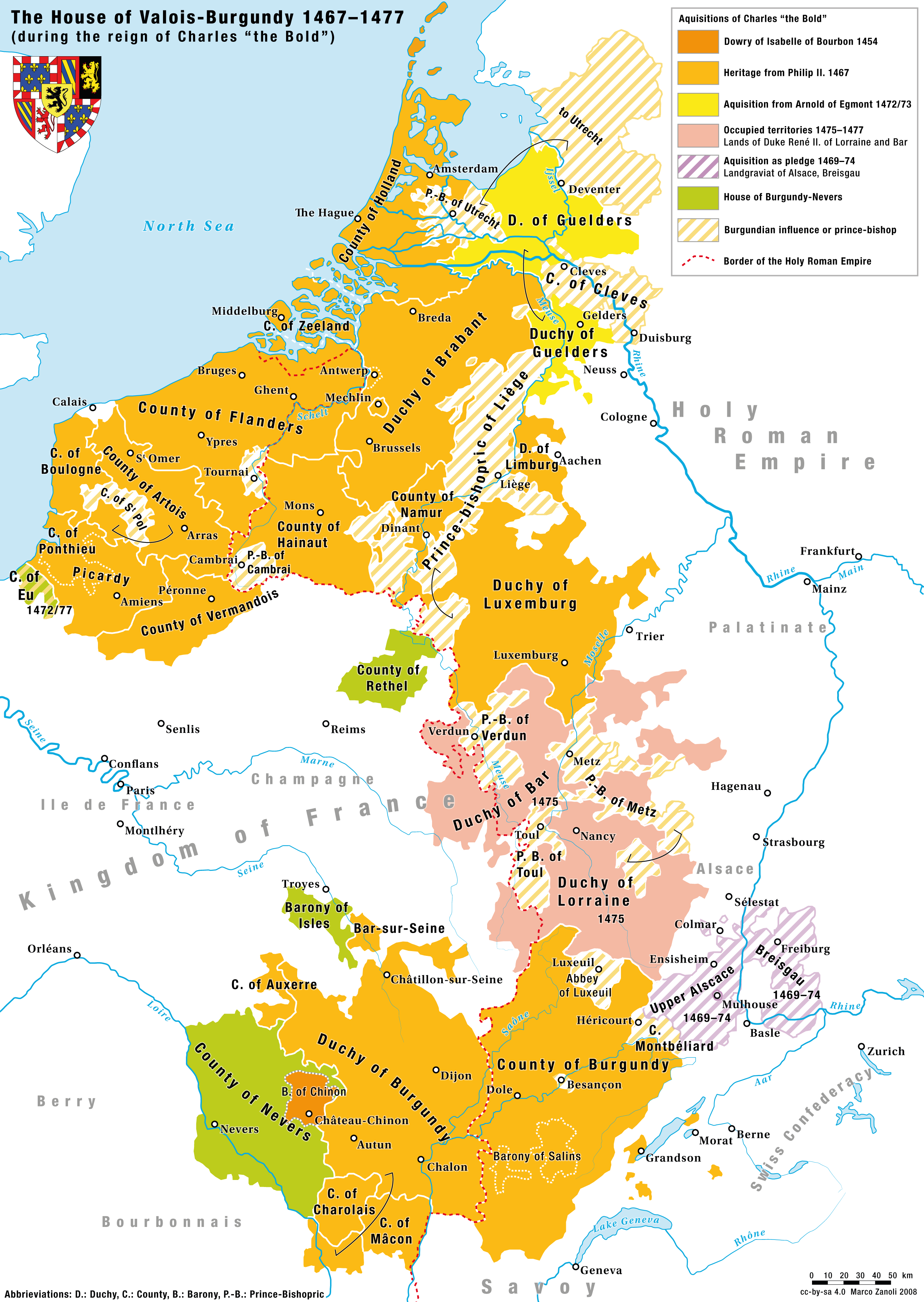
I domini di Carlo il Temerario.

Con il trattato di Saint-Omer stipulato il 9 maggio 1469, il duca d'Austria Sigismondo del Tirolo cedette i territori dell'Alsazia e dell'Alto Reno. All'inizio del 1473, Carlo conquistò il ducato di Gheldria e la contea di Zutphen, poi, nell'autunno 1473, cercò di ottenere, attraverso un incontro, a Treviri, con l'imperatore, Federico III d'Asburgo (1415 - 1493), lo statuto di regno indipendente e anche il titolo di Re dei Romani, mentre a Federico III d'Asburgo interessava di dare in sposa a suo figlio Massimiliano d'Asburgo (1459 - 1519) la figlia di Carlo, Maria di Borgogna (1457 -1482).
Dato che non fu raggiunto alcun accordo, il Temerario, sentendosi raggirato e offeso, cercò di rafforzarsi territorialmente e pose l'assedio alla piccola città renana di Neuss. Federico III dovette intervenire con l'esercito imperiale costringendolo a togliere l'assedio dopo dieci mesi. Nel 1474 la situazione politica e strategica di Carlo divenne sempre più difficile. L'Alsazia si sollevò contro la sua decisione di non rivenderla per la stessa somma a Sigismondo d'Asburgo. Il malcontento nasceva anche dalla cattiva gestione operata dal balivo di Carlo, Pietro di Hagenbach.
In questo periodo combatté una guerra nel basso Reno a favore delle signorie di Colonia e per questo si attirò una temporanea ostilità da parte dell'imperatore. All'inizio della primavera del 1475 l'imperatore Federico III d'Asburgo si riappacificò con Carlo e così ripresero le trattative sul matrimonio tra i loro due primogeniti. Nel novembre dello stesso anno, rispondendo all'attacco del duca Renato II di Lorena, che contava sull'alleato francese, Carlo invase il ducato e, l'11 gennaio 1476, si impadronì della sua capitale, Nancy.

## Gli scontri con gli svizzeri, il crepuscolo

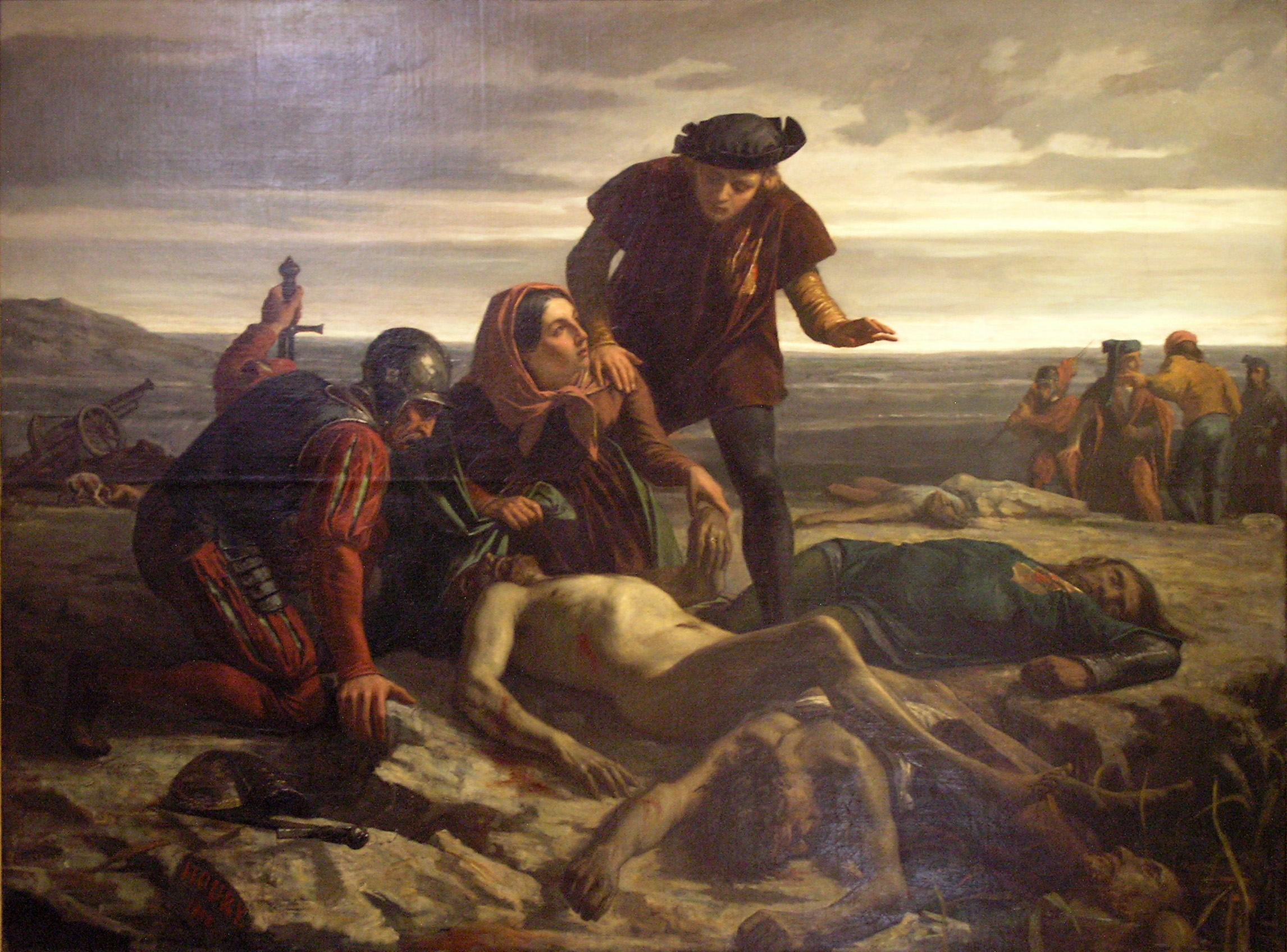
Il ritrovamento del corpo di Carlo il Temerario dopo la battaglia di Nancy

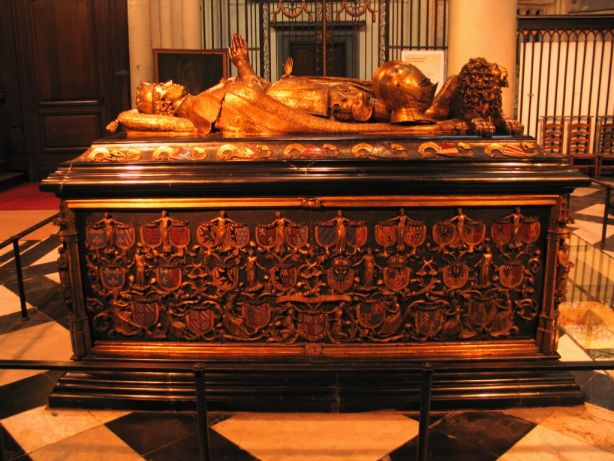
Tomba di Carlo il Temerario nella Chiesa di Notre-Dame a Bruges.

I cantoni confederati svizzeri si erano uniti con il duca Sigismondo e con le città dell'Alsazia per realizzare un'unione antiborgognona ed inoltre avevano stretto un'alleanza con il re di Francia, Luigi XI. A sud Berna era in fermento: appoggiata dalla confederazione svizzera, reagì contro la duchessa Iolanda di Savoia conquistando delle piazzeforti nel Vaud. Rispondendo alle invocazioni degli alleati e dei vassalli, il Temerario si preparò a guerreggiare e rispose attaccando Berna e Friburgo. Per la precipitazione, il duca borgognone commise molti errori tattici, tra cui sottovalutare la coesione svizzera, e fu quindi battuto nella battaglia di Grandson (2 marzo 1476) ed in quella di Morat, dove il suo esercito fu annientato (22 giugno 1476).
Raccolte in un nuovo esercito tutte le sue forze che si erano disperse, il Temerario si mise in marcia per i Paesi Bassi, ma attraversando la Lorena Renato II gli sbarrò la strada; allora Carlo cinse d'assedio Nancy. Ma, mentre stava disperatamente cercando di conquistare la città , il 5 gennaio 1477 fu attaccato dagli Svizzeri e durante la battaglia il duca perì.
Tre giorni dopo lo scontro, il corpo del Temerario fu ritrovato al bordo dello stagno di Saint-Jean (sul luogo dell'odierna piazza della Croce di Borgogna, a Nancy), semi divorato dai lupi. Il suo cavallo era caduto al suo fianco. La salma fu esposta su un letto funebre nella casa di Giorgio Marqueix, al numero 30 della Gran Via. Al giorno d'oggi quella casa non esiste più, tuttavia il luogo in cui sorgeva è segnalato da una pavimentazione di granito nera e bianca, a forma di croce di Lorena, recante la data 1477. Le spoglie di Carlo I furono seppellite nella collegiale di Saint-Georges di Nancy (oggi sparita) e quindi trasferite a Bruges nel 1550.
Un adagio svizzero recita: «Herzog Karl von Burgund verlor bei Grandson das Gut, bei Murten den Mut, bei Nancy das Blut.» In italiano: «Il conte Carlo di Borgogna perse a Grandson i suoi beni, a Murten il coraggio, a Nancy il sangue».
Alla notizia della morte di Carlo, Luigi XI ebbe una tale esplosione di gioia che «non sapeva più controllarsi». L'erede di Carlo, Maria di Borgogna, fece appello alla bontà e alla clemenza di Luigi che era suo padrino, ma il re non volle sentire ragioni; la sua volontà di annettere tutti i feudi francesi e non solo, portò ad una guerra contro l'impero.

## Discendenza
Dall'unione con Caterina, non nacquero figli.
Da quella con Isabella nacque una sola figlia, Maria (1457-1482), futura duchessa di Borgogna, che avrà come consorte, nel 1477, l'imperatore Massimiliano I d'Asburgo (1459-1519).
Dall'unione con Margherita non nacquero figli.

## Ascendenza
|                           |                         |                                            | Genitori                  |  |  | Nonni |  |  | Bisnonni               |  |  | Trisnonni              |  |
|                           |                         |                                            |                           |  |  |       |  |  | Filippo II di Borgogna |  |  | Giovanni II di Francia |  |
|                           |                         |                                            |                           |  |  |       |  |  | Filippo II di Borgogna |  |  | Giovanni II di Francia |  |
|                           |                         | Bona di Lussemburgo                        |                           |  |  |       |  |  | Filippo II di Borgogna |  |  |                        |  |
| Giovanni di Borgogna      |                         |                                            |                           |  |  |       |  |  | Filippo II di Borgogna |  |  |                        |  |
|                           |                         | Margherita III di Fiandra                  | Luigi II di Fiandra       |  |  |       |  |  |                        |  |  |                        |  |
|                           |                         | Margherita III di Fiandra                  | Luigi II di Fiandra       |  |  |       |  |  |                        |  |  |                        |  |
|                           |                         | Margherita III di Fiandra                  | Margherita di Brabante    |  |  |       |  |  |                        |  |  |                        |  |
| Filippo III di Borgogna   |                         | Margherita III di Fiandra                  |                           |  |  |       |  |  |                        |  |  |                        |  |
|                           |                         | Alberto I di Baviera                       | Ludovico il Bavaro        |  |  |       |  |  |                        |  |  |                        |  |
|                           |                         | Alberto I di Baviera                       | Ludovico il Bavaro        |  |  |       |  |  |                        |  |  |                        |  |
|                           |                         | Alberto I di Baviera                       | Margherita II di Hainaut  |  |  |       |  |  |                        |  |  |                        |  |
| Margherita di Baviera     |                         | Alberto I di Baviera                       |                           |  |  |       |  |  |                        |  |  |                        |  |
|                           |                         | Margherita di Brieg                        | Ludovico I il Giusto      |  |  |       |  |  |                        |  |  |                        |  |
|                           |                         | Margherita di Brieg                        | Ludovico I il Giusto      |  |  |       |  |  |                        |  |  |                        |  |
|                           |                         | Margherita di Brieg                        | Agnese di Głogów-Żagań    |  |  |       |  |  |                        |  |  |                        |  |
| Carlo I di Borgogna       |                         | Margherita di Brieg                        |                           |  |  |       |  |  |                        |  |  |                        |  |
|                           | Pietro I del Portogallo | Alfonso IV del Portogallo                  |                           |  |  |       |  |  |                        |  |  |                        |  |
|                           | Pietro I del Portogallo | Alfonso IV del Portogallo                  |                           |  |  |       |  |  |                        |  |  |                        |  |
|                           | Pietro I del Portogallo | Beatrice di Castiglia                      |                           |  |  |       |  |  |                        |  |  |                        |  |
| Giovanni I del Portogallo | Pietro I del Portogallo |                                            |                           |  |  |       |  |  |                        |  |  |                        |  |
|                           |                         | Teresa Lourenço                            | Lourenço Martins          |  |  |       |  |  |                        |  |  |                        |  |
|                           |                         | Teresa Lourenço                            | Lourenço Martins          |  |  |       |  |  |                        |  |  |                        |  |
|                           |                         | Teresa Lourenço                            | Sancha Martins            |  |  |       |  |  |                        |  |  |                        |  |
| Isabella del Portogallo   |                         | Teresa Lourenço                            |                           |  |  |       |  |  |                        |  |  |                        |  |
|                           |                         | Giovanni Plantageneto, I duca di Lancaster | Edoardo III d'Inghilterra |  |  |       |  |  |                        |  |  |                        |  |
|                           |                         | Giovanni Plantageneto, I duca di Lancaster | Edoardo III d'Inghilterra |  |  |       |  |  |                        |  |  |                        |  |
|                           |                         | Giovanni Plantageneto, I duca di Lancaster | Filippa di Hainaut        |  |  |       |  |  |                        |  |  |                        |  |
| Filippa di Lancaster      |                         | Giovanni Plantageneto, I duca di Lancaster |                           |  |  |       |  |  |                        |  |  |                        |  |
|                           |                         | Bianca di Lancaster                        | Enrico Plantageneto       |  |  |       |  |  |                        |  |  |                        |  |
|                           |                         | Bianca di Lancaster                        | Enrico Plantageneto       |  |  |       |  |  |                        |  |  |                        |  |
|                           |                         | Bianca di Lancaster                        | Isabella di Beaumont      |  |  |       |  |  |                        |  |  |                        |  |
|                           |                         | Bianca di Lancaster                        |                           |  |  |       |  |  |                        |  |  |                        |  |

## Personalità
Il cronista fiammingo Georges Chastelain restituisce un'immagine del giovane Carlo come di un uomo dotato di qualità: retto, franco, pio, generoso nell'elemosina, fedele alla sposa, familiare e gioioso con i suoi, sempre attento a evitare di procurare la più piccola offesa a chiunque. Era, nei fatti, un uomo dal coraggio eccezionale. Nelle sue memorie, Philippe de Commynes testimonia come Carlo si cimentasse con coraggio nei combattimenti tanto da rimanere ferito nella battaglia di Montlhéry nel luglio 1465. Era anche un uomo molto istruito, dotato di una grande capacità operativa. Suonava l'arpa e compose alcune canzoni e mottetti. Fu protettore della scuola musicale borgognona che raggruppava dei compositori che avrebbero poi costituito la famosa Scuola franco fiamminga.
Tuttavia, altri tratti caratteriali si sarebbero sviluppati nel corso del tempo, quando avrebbe dato prova di un carattere violento e impulsivo. Ricorse volentieri all'uso della forza e alla guerra pur di ottenere quello che voleva, ma egli l'amava di per sé. Per Luigi XI, la guerra non era altro che un'attività prosaica, sprovvista di valore intrinseco e destinata a servire le ambizioni politiche, alla quale preferiva piuttosto la via diplomatica. Per Carlo, la guerra andava oltre la caratteristica di semplice mezzo di conquista, per rivestire un valore quasi sacrale, che si arricchiva di tutti i miti rinvenibili nella tradizione pagana e cristiana: si conosce, ad esempio, la sua passione per il più grande dei conquistatori, Alessandro Magno.
A tale proposito, lo storico dell'arte Aby Warburg attribuisce a lui, o a qualcuno della sua cerchia, la commissione dei famosi Arazzi di Alessandro (seconda metà del XV secolo circa, conservati a Genova, nella Villa del Principe Andrea Doria), usciti da un atelier di Tournai, in Belgio. Si tratta di due capolavori dell'arazzeria fiamminga, nel primo dei quali si narrano le gesta giovanili del macedone, mentre nel secondo, invece, sono rappresentate le imprese della maturità in Oriente, ai confini dell'impero. Il testo letterario d'ispirazione per gli arazzi è di area letteraria borgognona: per la precisione, la versione del Roman d'Alexandre presa a riferimento è quella realizzata, nel 1440, dallo scrittore e traduttore Jean Wauquelin, importante figura intellettuale della corte del Ducato di Borgogna.
Secondo l'ipotesi di Aby Warburg, perfino le fattezze di Alessandro riprodurrebbero quello di Carlo il Temerario. L'iconografia degli arazzi riprende i temi fiabeschi e mitici dell'immaginario medievale su Alessandro, compresa la famosa ascensione al cielo su un carro trainato da grifoni, o l'immersione subacquea, ma con un rovesciamento di paradigma interpretativo del significato delle gesta temerarie del macedone, celebrate negli arazzi, laddove molta parte della tradizione artistica medievale occidentale le deprecava, additandole come exemplum superbiae.
Era noto, altresì, il suo entusiasmo per le Crociate e per la singolar tenzone. Per Carlo, il campo di battaglia costituiva il perimetro privilegiato in cui poteva dispiegarsi la prodezza individuale, attraverso cui l'uomo poteva trascendere la propria natura, e, a prezzo di sofferenza fisica o morale, acquisire il controllo del proprio corpo e del proprio spirito. Philippe de Commynes assicura che il duca di Borgogna, a partire dal 1472, diede prova di una ferocia che gli era stata sconosciuta fino ad allora.
Inoltre, divenuto duca di Borgogna, si lasciò sopraffare da quel grande orgoglio denunciato da Thomas Basin: «Fu preso da un tale orgoglio che giunse a non risparmiare, stimare, o temere alcuno».
Il suo temperamento intraprendente e temerario traspariva anche dal suo motto: «Je l'ay emprins» (Je l'ai entrepris, in francese moderno), vale a dire: «Ho osato». Adottò questo motto quando la moglie, Isabella di Borbone, lo supplicava di rinunciare ai suoi progetti bellici durante la Guerra del bene pubblico.